# جزيرة مطيرة
قرية جزيرة مطيرة هي إحدى القرى التابعة لمركز قوص في محافظة قنا في جمهورية مصر العربية. حسب إحصاءات سنة 2006، بلغ إجمالي السكان في جزيرة مطيرة 15463 نسمة، منهم 7709 رجل و7754 امرأة.